# Eumichtis negrita
Eumichtis negrita là một loài bướm đêm trong họ Noctuidae.